# Luckebols naturreservat
Luckebols naturreservat är ett naturreservat i Trosa kommun i Södermanlands län.
Området är naturskyddat sedan 2025 och är 31 hektar stort. Reservatet ligger söder om Tofsö, strax öster om Nynäs naturreservat och består av  tallnaturskog, barrnaturskog, lövskog och ängsmark. 